# Dekanat Amstetten

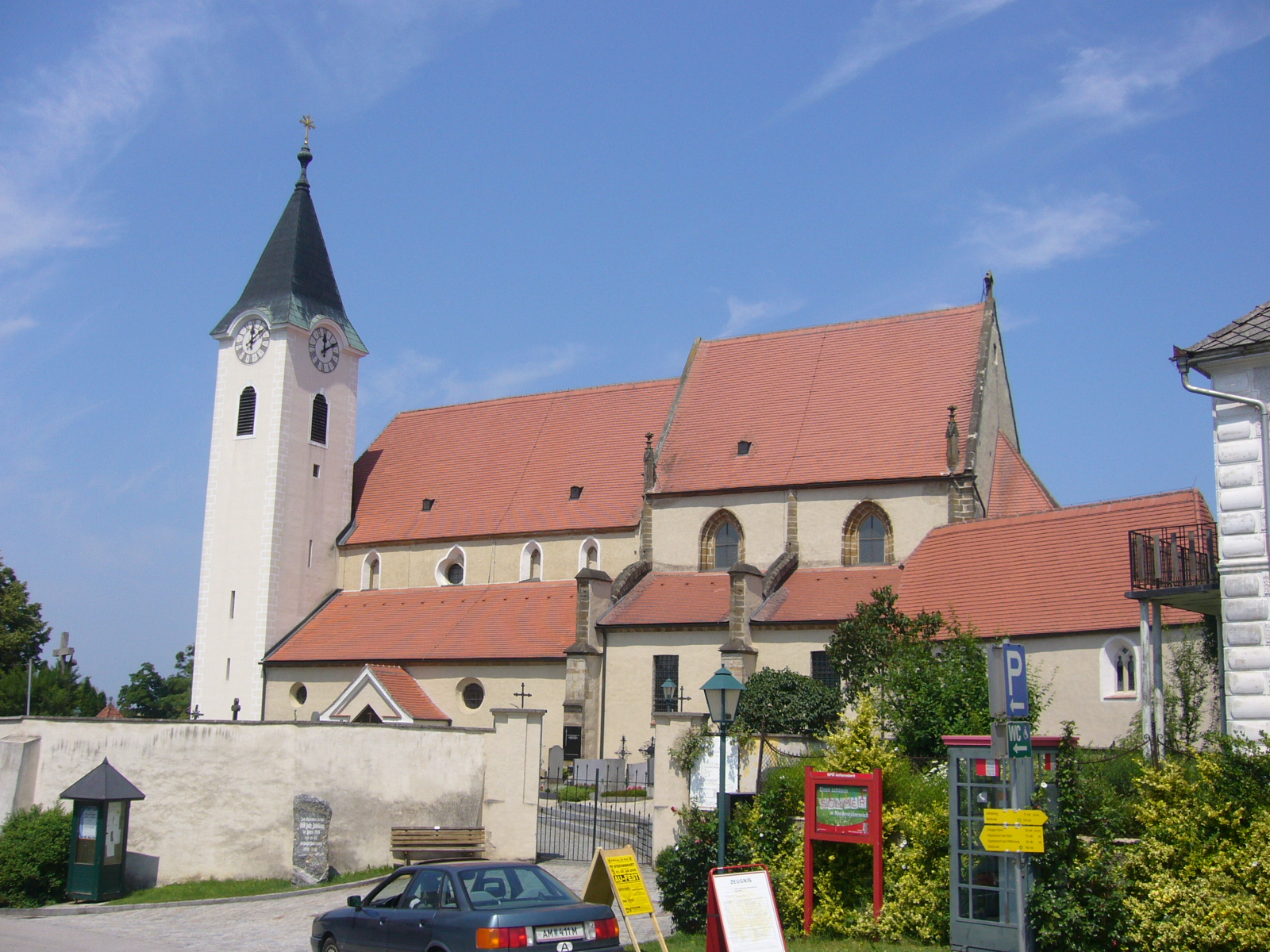
Kościół w Ardagger - Stift

Dekanat Amstetten należy do diecezji St. Pölten i obejmuje 22 parafie:
- Amstetten
  - Amstetten-Herz-Jesu
  - Amstetten-St. Marien
  - Amstetten-St. Stephan
- Ardagger
  - Ardagger-Markt
  - Ardagger-Stift
- Aschbach
- Euratsfeld
- Ferschnitz
- Kollmitzberg
- Krenstetten
- Neuhofen an der Ybbs
- Neustadtl an der Donau
- Oed, Oehling, Sindelburg
- St. Georgen am Ybbsfelde
- Stephanshart, Strengberg
- Ulmerfeld-Hausmening
- Viehdorf
- Winklarn
- Zeillern